# Les Compagnons de l’Université Nouvelle
Les Compagnons de l'Université Nouvelle est un mouvement professionnel d'universitaires lui-même imbriqué dans une organisation plus vaste : l'Association Nationale pour l'Organisation de la Démocratie, qui a défendu des valeurs d'égalité et du mérite au travers d'une réforme de l'enseignement du début du XXe siècle.
L'Éducation Nouvelle, dont l'existence est située entre 1899 et 1939 a subi une importante influence de la première guerre mondiale qui l'a amené à produire un programme de réforme de l'enseignement en deux tomes parues en novembre 1918 (Tome 1 : Les principes) et juillet 1919 (Tome 2 : Les applications de la doctrine).

## Extraits et citations
"Nous voulons un enseignement démocratique. Le nôtre en réalité ne l'était pas, bien qu'il se donnât beaucoup de mal pour le paraître. La vraie démocratie, c'est la société qui a pour règle l'intérêt général, où les hommes ne vivent pas comme s'ils étaient de diverses origines, mais où chacun collabore, dans la mesure de ses forces et de ses aptitudes, à assurer les tâches communes, où la seule hiérarchie est celle du mérite et de l'utilité".
"Un peuple qui s'est uni dans la guerre ne peut être divisé dans la paix".
"Les pères ont veillé dans les mêmes tranchées, partout où cela est réalisable, les fils peuvent s'asseoir sur les mêmes bancs".